# Eric Sandberg (fiolbyggare)
Eric Sandberg  var en instrumentmakare i Stockholm. Han tillverkade stråkinstrument och knäppinstrument.

## Biografi
Eric Sandberg var 1770 gesäll hos fiolmakaren Johan Öberg den äldre, Stockholm. Sandberg blev 1773 privilegierad instrumentmakare i Stockholm. Mellan 1773 och 1778 arbetade lärlingen Daniel Wickström hos honom. År 1778 tillverkade Sandberg 268 fioler, två violonceller, fem harpor och en cittra.

## Tillverkning
- 1776 - Violincello med nummer 10. Ägdes av generalkonsul Carl Claudius, Köpenhamn.[1]
- 1778 - 268 fioler, två violonceller, fem harpor och en cittra.[1]

| År   | Instrument                               | Värde (summa) |
| ---- | ---------------------------------------- | ------------- |
| 1773 | 26 fioler och 1 harpa                    | 195           |
| 1774 | 27 fioler, 2 cello, 1 harpa och 1 cittra | 565           |
| 1775 | 39 fioler och 2 cello                    | 327           |
| 1776 | 81 fioler och 1 harpa                    | 408           |
| 1777 | 80 fioler                                | 57,32         |
| 1778 | 48 fioler och 3 harpor                   | 70            |
| 1779 | 15 fioler                                | 10            |